# (21537) Fréchet
21537 Frechet (1998 PQ) – planetoida z pasa głównego asteroid okrążająca Słońce w ciągu 5,4 lat w średniej odległości 3,08 j.a. Odkryta 15 sierpnia 1998 roku.